# Psalistopoides fulvimanus
Psalistopoides fulvimanus är en spindelart som beskrevs av Cândido Firmino de Mello-Leitão 1934. 
Psalistopoides fulvimanus ingår i släktet Psalistopoides och familjen Nemesiidae. Inga underarter finns listade i Catalogue of Life.